# Gottlieb Sigismund Karl Miesitschek von Wischkau
Gottlieb Sigismund Karl Miesitschek von Wischkau (* 14. Januar 1745 in Schlesisch-Drehnow (heute (poln.) Drzonów); † 1. November 1810 in Berlin) war preußischer Generalmajor.

## Leben

### Herkunft
Seine Eltern waren der Erbherr auf Schlesisch-Drehnow Gottlob Siegmund Miesitschek von Wischkau und dessen Ehefrau Johanna Therese, geborene von Rabenau.

### Militärkarriere
Während des Siebenjährigen Krieges im Jahr 1760 kam er als Junker in das Dragonerregiment „Alt-Württemberg“. Er nahm an der Schlacht bei Torgau teil sowie bei der Verteidigung von Kolberg und dem Gefecht bei Reichenbach. Am 2. Januar 1761 wurde er Fähnrich und am 24. Juni 1763 Sekondeleutnant.
Nach dem Krieg dauerte es bis zum 9. April 1778, bis er zum Premierleutnant befördert wurde. Als solcher nahm er am Bayerischen Erbfolgekrieg teil. Am 18. September 1782 wurde er Stabshauptmann, am 10. Juni 1790 Major und am 29. Mai 1790 Eskadronchef. Am 16. Mai 1794 wurde er mit besonderem Auftrag in das Hauptquartier des Königs versetzt. Im Feldzug in Polen 1794/95 konnte er sich im Gefecht bei Warschau so auszeichnen, dass er dafür den Orden Pour le Mérite erhielt. Am 5. Januar 1795 wurde er als Assessor in das Oberkriegskollegium versetzt, sein Gehalt betrug dabei 2000 Taler. Er stieg am 9. Juni 1798 zum Oberstleutnant, am 7. Juni 1799 zum Oberst und schließlich am 20. Mai 1806 zum Generalmajor mit Patent vom 3. Juni 1806 auf. Am 16. August 1806 erhielt er die Bestätigung, dass er auf seiner Stelle verbleiben soll und zudem eine Zulage von 1000 Talern. Am 26. Dezember 1808 wurde er aber dann doch in den Ruhestand versetzt.
Er starb unverheiratet am 1. November 1810 in Berlin und wurde am 5. November 1810 auf dem Garnisonsfriedhof beigesetzt.